# RhB Ge 4/4 (181)
De Ge 6/6, later verbouwd tot Ge 4/4 was een elektrische locomotief bestemd voor het regionaal vervoer van de Bernina Bahn (BB). In 1943 werd de Bernina Bahn overgenomen door de Rhätische Bahn (RhB).

## Geschiedenis
De locomotief werd in jaren 1910 ontwikkeld en gebouwd door Schweizerische Lokomotiv- und Maschinenfabrik (SLM) en Brown, Boveri & Cie (BBC) voor de Bernina Bahn (BB).
De locomotief werd in 1916 aan de Bernina Bahn overhandigd. Door het groot aantal storingen aan de drijfstangen bij verschillend onderhoud kwam een drijfstang door het dak. In 1929 werd deze locomotief ingrijpend verbouwd. Door instroom van nieuw materieel werd de locomotief in 1961 vernummerd van 81 in 181. In 1970 werd de locomotief buitendienst gesteld.
De locomotief heeft tussen 1970 en 1990 nog regelmatig treinen getrokken bij de museumspoorbaan Blonay-Chamby (BC) te Chaulin (Montreux). Sinds 2008 worden sponsors geworven voor het reactiveren van deze locomotief.

## Constructie en techniek
De locomotief is opgebouwd uit een stalen frame. Deze locomotief is voorzien van een kleine bagageafdeling.

## Treindiensten
De locomotief werd door de Bernina Bahn (BB) ingezet op het traject:
- Sankt Moritz - Tirano

## Foto's

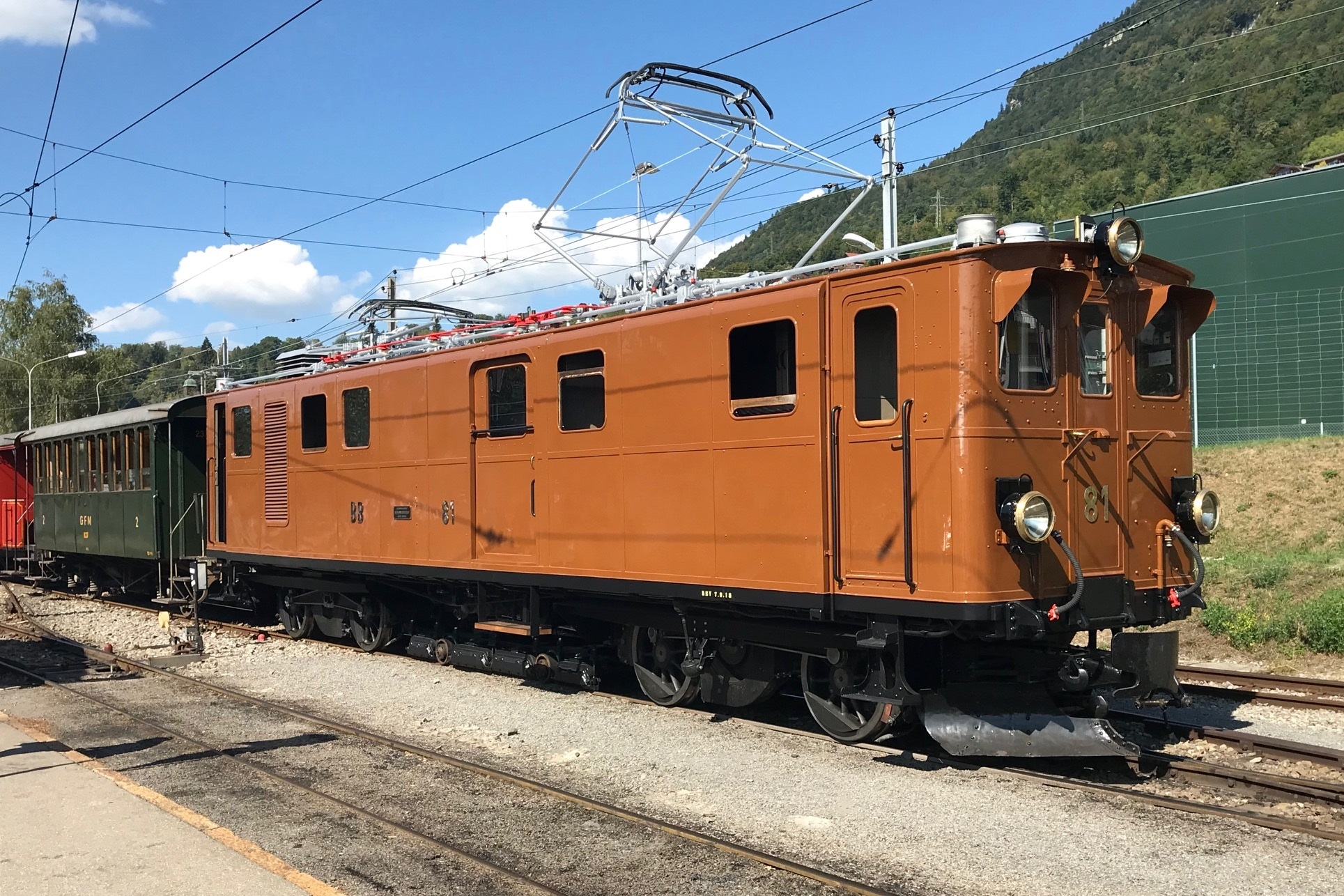
BB Ge 44 81 bij Blonay in 2018